# .bs
A .bs a Bahama-szigetek internetes legfelső szintű tartomány kódja. A College of the Bahamas tartja karban.